# Rusko (musicista)
Rusko, pseudonimo di Christopher William Mercer (Leeds, 26 gennaio 1985), è un produttore discografico e disc jockey britannico di musica drum and bass e dubstep.

## Biografia
Rusko è nato a Leeds e cresciuto nella vicina York. È cresciuto a Wheldrake, appena fuori città e ha frequentato la Fulford School. In seguito si è laureato al Leeds College of Music con una laurea in Musical Performance. È entrato nel mondo della musica dubstep attraverso l'evento "Sub Dub" con sede a Leeds, che si è tenuto presso il West Indian Centre, Rusko si è poi trasferito a Londra per lavorare con l'etichetta discografica Sub Soldiers e con Caspa (che in seguito ha lasciato l'etichetta).
Il 26 ottobre 2012, la rivista Fact ha pubblicato un'intervista con Rusko in cui ha dichiarato di aver pianificato di pubblicare la sua musica gratis invece di firmare di nuovo con Mad Decent, a seguito della sua disputa con l'etichetta discografica sull'uscita del suo secondo album. L'EP Kapow è la sua prima autoproduzione. Nel 2013 è entrato a far parte dell'etichetta OWSLA.
Nel 2015, Rusko e il suo ex partner di produzione Caspa hanno annunciato una reunion con il loro primo spettacolo americano.

## Discografia

### Album
- 2007 - FabricLive.37 (con Caspa)
- 2010 - O.M.G.!
- 2012 - Songs